# Edgar L. Stones
Edgar Luther Stones  (* 6. Juli 1900 in Missouri; † 2. Februar 1974 in Los Angeles, Kalifornien) war ein amerikanischer Techniker der Konstruktionsabteilung von Metro-Goldwyn-Mayer, der bei der Oscarverleihung 1960 zusammen mit seinen Kollegen Glen Robinson, Luther Newman und Winfield Hubbard einen Oscar für technische Verdienste erhielt.
Edgar L. Stones war mit Della Faye Stones (1906–1997) verheiratet und Vater eines Sohnes. Er starb am 2. Februar 1974 in Los Angeles im Alter von 73 Jahren.